# New Soul
New Soul è il secondo singolo della cantautrice franco-israeliana Yael Naim, tratto dal suo album omonimo. La canzone ha acquisito un'enorme popolarità negli Stati Uniti dopo essere stata utilizzata nella pubblicità del MacBook Air. In Italia è stata usata come sottofondo per la campagna pubblicitaria Mulino Bianco del 2008. 
Nel brano Naim racconta di essere una nuova anima ("new soul", appunto) appena arrivata nel mondo per imparare "un po' sul prendere e sul dare ("a bit 'bout how to give and take"). Il brano è stato campionato nel 2024 dal cantante italiano Cioffi per il suo singolo Ex.

## Video musicale
Il videoclip mostra Naim muoversi in un appartamento vuoto. La cantante copre le pareti con della carta che ritrae un lago vicino ad una foresta. In seguito Naim comincia a spacchettare diverse altre cose, fra cui numerose fotografie di persone, che attacca alle pareti. Man mano che le fotografie vengono appese, il video mostra i soggetti delle foto nella vita reale, nel momento in cui è stata scattata la foto. Da un buco nella parete, invece si vede un paesaggio identico a quello della carta da parati. In seguito le pareti dell'appartamento crollano e Naim si trova su una zattera insieme alle persone delle fotografie.

## Tracce
1. New Soul – 3:48
2. Shelcha (feat. Kid With No Eyes) – 4:38

## Classifica italiana
| Posizione | 18 | 13 | 8 | 6 | 7 | 9 | 8 | 6 | 6 | 7 | 19 |

## Classifiche internazionali
| Classifica(2008)                 | Posizione più alta |
| -------------------------------- | ------------------ |
| Australia                        | 29                 |
| Austria                          | 2                  |
| Belgio (Flanders)                | 7                  |
| Belgio (Wallonia)                | 1                  |
| Billboard Euro Digital Songs     | 8                  |
| Billboard European Hot 100       | 3                  |
| Brasile                          | 79                 |
| Bulgaria                         | 29                 |
| Canada                           | 7                  |
| Cile                             | 87                 |
| Paesi Bassi                      | 12                 |
| Euro Main Chart                  | 23                 |
| Francia - Singoli                | 2                  |
| Francia - Download digitale      | 1                  |
| Germania                         | 4                  |
| Ungheria                         | 7                  |
| Israele                          | 2                  |
| Italia                           | 6                  |
| Nuova Zelanda                    | 21                 |
| Polonia                          | 7                  |
| Svizzera                         | 5                  |
| Regno Unito                      | 30                 |
| U.S. Billboard Hot 100           | 7                  |
| U.S. Billboard Pop 100           | 10                 |
| U.S. Billboard Hot Digital Songs | 2                  |
| U.S. Billboard Hot Adult Top 40  | 16                 |